# Rândunică cu cap alb
Rândunica cu cap alb (Psalidoprocne albiceps) este o specie de pasăre din familia Hirundinidae. Se găsește în Angola, Burundi, Republica Democrată Congo, Etiopia, Kenya, Malawi, Rwanda, Sudanul de Sud, Tanzania, Uganda și Zambia.

## Descriere
Rândunica cu cap alb este o rândunică mică cu coada bifurcată, de culoare maro funingine. Masculul are capul alb cu o dungă neagră îngustă la ochi, în timp ce femela are capul cenușiu, cu mici pete albe la gât. 